# Pont de l'Alsou
Le pont de l'Alsou, aussi appelé pont du Sou, est un pont situé en France sur la commune de Lagrasse, dans le département de l'Aude en région Occitanie.
Il l'objet d'une inscription au titre des monuments historiques depuis le 27 avril 1948.

## Localisation
Le pont est situé sur la commune de Lagrasse, dans le département français de l'Aude.

## Historique
L'édifice est inscrit au titre des monuments historiques en 1948.